# Прапор Саби

Прапор: 2:3

Прапор Саби затверджений у 1981.

## Опис
Поєднання червоного, білого і синього кольорів на прапорі нагадує про історичні та політичні зв'язки з Нідерландами. Крім того, червоний колір символізує єдність, мужність і рішучість місцевих жителів, а синій — Карибське море. П'ятипроменева зірка позначає острів Саба, а її жовтий колір — природну красу і багатство острова. Пропорції прапора: 2:3.